# Georgische staatsgreep van 1991–1992
De Georgische staatsgreep van 1991-1992, ook bekend als de Tbilisi-oorlog, was een gewapende coup in Georgië die duurde van 22 december 1991 tot 6 januari 1992, als gevolg waarvan president Zviad Gamsachoerdia werd afgezet en in ballingschap gedwongen werd. De staatsgreep vond plaats tijdens de formele opheffing van de Sovjet-Unie en wordt gezien als het begin van de Georgische burgeroorlog.
Rebellerende fracties van de Nationale Garde onder leiding van Tengiz Kitovani en de paramilitaire Mchedrioni onder leiding van Dzjaba Ioseliani belegerden het parlementsgebouw aan de Roestavelilaan in Tbilisi, waar president Gamsachoerdia zich had verschanst. Voormalig premier Tengiz Sigoea onder Gamsachoerdia had een coördinerende rol in de coup. Er vonden in het gebied rond het parlement zware gevechten plaats tussen de milities van de coupplegers en regeringstroepen.
Tijdens de staatsgreep werd het parlement buitenspel gezet en werd in plaats daarvan een Militaire Raad opgezet, die geleid werd door de drie coupplegers. Zij vonden voormalig minister van Buitenlandse Zaken in de Sovjet-Unie Edoeard Sjevardnadze bereid een overgangsregering te leiden. Deze Staatsraad organiseerde nieuwe parlementsverkiezingen in oktober 1992. Militante sympathisanten van Gamsachoerdia voerden tot eind 1993 een gewapende rebellie om hem weer aan de macht te krijgen.

## Achtergrond
De door het Rode Leger in 1921 veroverde Democratische Republiek Georgië werd in 1922 als sovjetrepubliek onderdeel van de Sovjet-Unie. Een opstand in augustus 1924 tegen de Sovjet-bezetting mislukte. Ondanks pogingen van de Sovjets de Georgiërs te onderwerpen aan het bolsjewistische regime, waren er verschillende momenten van Georgisch opstandig nationalisme tegen het communistische bewind.

### Losmaken van de Sovjet-Unie
In de jaren zeventig van de 20e eeuw, tijdens de Grote Stagnatie onder het bewind van Sovjetleider Leonid Brezjnev (1964-1982), leidden economische en sociale problemen en de onderdrukking van nationalistische bewegingen tot protesten in Georgië. Rond Zviad Gamsachoerdia en Merab Kostava ontstond een kleine maar invloedrijke nationalistische oppositie. Zij streden tegen de russificatie van Georgië en streefden naar bescherming en behoud van de Georgische culturele identiteit.
In 1978 zou in de grondwet worden opgenomen dat het Russisch in de Georgische sovjetrepubliek voortaan gelijk geschaald zou worden met het Georgisch als ambtstaal, leidde dat tot grote protesten. De wetswijziging werd daarmee tegengehouden. De leider van de Georgische sovjetrepubliek in deze periode, Edoeard Sjevardnadze, trad met harde hand op tegen de nationalistische oppositie, en liet dissidenten zoals Gamsachoerdia en Kostava jarenlang opsluiten.

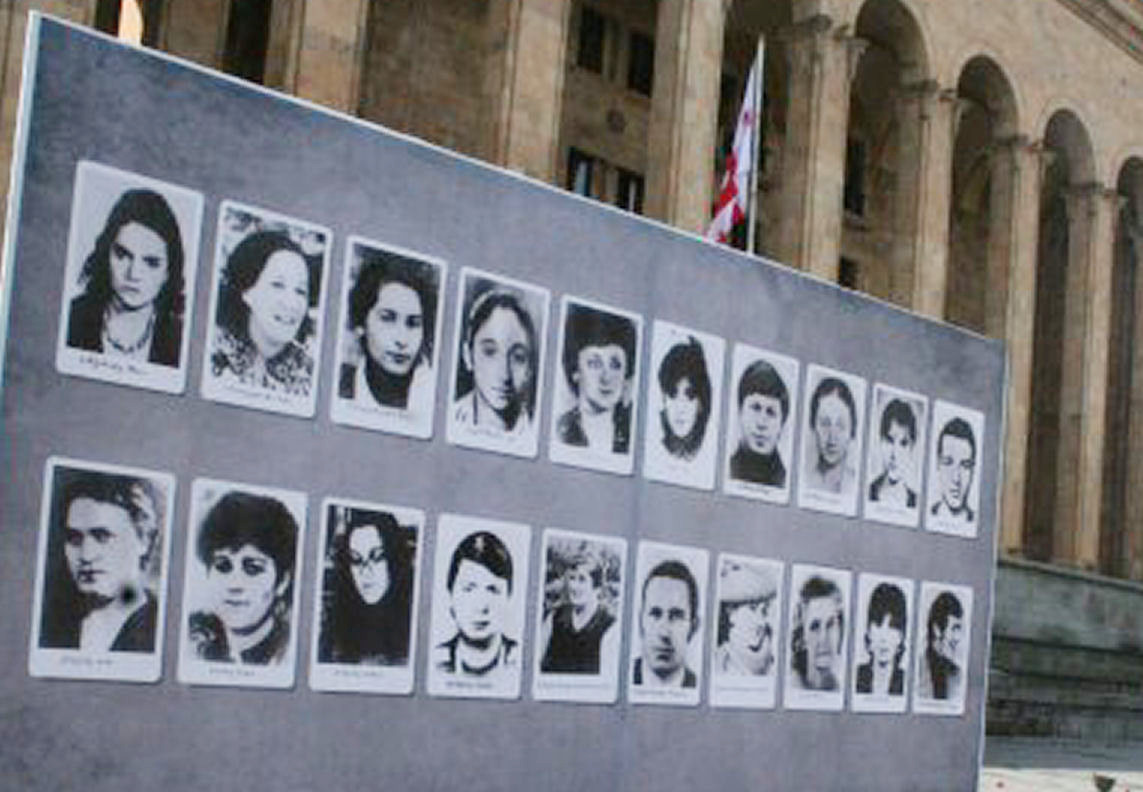
De slachtoffers van de Tragedie van 9 april 1989. Het markeerde de val van het communistisch gezag in Georgië.

Het anti-Sovjetverzet in Georgië kreeg zuurstof door de 'perestrojka' en 'glasnost' van Michail Gorbatsjov. Grote demonstraties in Tbilisi werden niettemin op 9 april 1989 hard neergeslagen door het Rode Leger met 21 doden en ruim honderd gewonden. Belangrijkste oppositieleiders, waaronder Gamsachoerdia, werden gearresteerd. Het drama kostte Eerste Secretaris van de Georgische Communistische Partij, Dzjoember Patiasjvili, zijn functie.
Hiermee was het lot van de Georgische sovjetrepubliek bezegeld en werd door de Georgische sovjetleiders ingezet op soevereiniteit en onafhankelijkheid. De Georgische Opperste Sovjet erkende het recht op afscheiding van de Sovjet-Unie, veroordeelde de Sovjet-annexatie van 1921 en eiste onderhandelingen van het centrale gezag in Moskou over een onafhankelijke Georgische regering.

### Etnische conflicten

In twee autonome gebieden ontstonden gewapende conflicten over hun status binnen Georgië.

De langzame ontbinding van de Sovjet-Unie had ook spanningen tussen sommige etnische groepen in de verschillende sovjetrepublieken tot gevolg, waaronder in Georgië. De Zuid-Ossetische Autonome Oblast deed in november 1989 tevergeefs een verzoek bij de Georgische Opperste Sovjet om een autonome republiek te worden, op gelijke voet met Abchazië en Adzjarië.
Diezelfde maand kwam het tot een gewelddadige confrontatie tussen Georgische nationalisten en Osseten, de eerste slachtoffers in het Georgisch-Ossetisch conflict. De spanningen liepen verder op toen Zuid-Ossetië in september 1990 een maand voor de eerste vrije Georgische verkiezingen, de soevereiniteit verklaarde binnen de Sovjet-Unie. In december 1990 trok de Georgische regering de autonomie van Zuid-Ossetië in en begon in januari 1991 een burgeroorlog die tot juni 1992 duurde en gepaard ging met etnische zuiveringen. De oorlog resulteerde in de feitelijke afscheiding van Zuid-Ossetië van Georgië.
Ook in de autonome republiek Abchazië was vanaf 1989 etnische twist over soevereiniteit en de wettelijke verhoudingen tussen de autonome republiek en het centrale gezag in Tbilisi. Dit groeide in 1992 uit tot een oorlog tussen door Rusland gesteunde Abchazische milities aan de ene kant, die streden voor afscheiding van Georgië, en de Georgische troepen aan de andere kant. Het resulteerde in september 1993 na de val van Soechoemi in een feitelijke afscheiding en grootschalige etnische zuivering, waarbij Georgiërs het gebied massaal ontvluchtten.

## Aanloop naar de staatsgreep

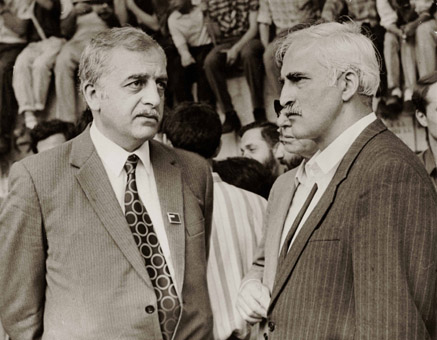
Zviad Gamsachoerdia en Merab Kostava tijdens onafhankelijkheidsprotesten.

Na de tragedie van 9 april 1989 werd door de Georgische Opperste Sovjet ingezet op onafhankelijkheid. In oktober 1990 werden democratische verkiezingen gehouden voor de Hoge Raad, het parlement en de opvolger van de Opperste Sovjet. Deze werden gewonnen door de Ronde Tafel — Vrij Georgië onder leiding van Zviad Gamsachoerdia, wat het einde was van 69 jaar communistisch bewind in Georgië. Gamsachoerdia werd vervolgens gekozen tot voorzitter van het parlement en werd daarmee leider van de Georgische sovjetrepubliek. Tengiz Sigoea werd zijn eerste minister.
Precies twee jaar na de tragedie van 9 april 1989 werd de Georgische onafhankelijkheid uitgeroepen, nadat de bevolking vrijwel unaniem in een referendum tien dagen eerder daar voor had gestemd. Zes weken later, op de onafhankelijkheidsdag 26 mei 1991, werd Gamsachoerdia gekozen tot president van Georgië. Het parlement gaf hem vergaande macht, waaronder vetorecht over aangenomen wetten, de bevoegdheid om de staat van beleg af te kondigen, opperbevelhebber over de strijdkrachten, benoemingsbevoegdheden over de premier en volledige immuniteit.

### Autoritair bewind
Onder Gamsachoerdia's leiderschap werden in 1990 en 1991 maatregelen genomen om de Georgische Communistische Partij te onderdrukken en uiteindelijk helemaal te verbieden. Aan de communistische partij of KGB gelieerde media werden gesloten en kritische programma's over de regering Gamsachoerdia werden van de publieke televisie geweerd. De autoritaire bestuursstijl van Gamsachoerdia leidde snel tot politieke spanningen. De oppositie verenigde zich in een anti-Gamsachoerdiacoalitie en er ontstonden paramilitaire verzetsgroepen. 
Zestig leden van de Mchedrioni-militie begonnen in december 1990 een hongerstaking in reactie op de onderdrukking van de mediavrijheid. De onafhankelijke krant Iveria werd in mei 1991 met geweld uit hun kantoor gezet. De publieke televisie, op de hand van Gamsachoerdia, beschuldigde kritische media ervan in dienst te staan van Moskou. Hij liet leden van de oppositiepartij Nationaal-Democratische Partij arresteren. Het presidentschap van Gamsachoerdia had van meet af aan te maken met stevige oppositie, vanuit voornamelijk het radicale deel van de nationale bevrijdingsbeweging. 
Maar Gamsachoerdia kreeg ook conflicten in zijn eigen regering. Voorzitter van de Ministerraad Tengiz Sigoea en twee andere ministers namen op 18 augustus 1991 ontslag. Gamsachoerdia wees de couppoging op 19 augustus 1991 in Moskou niet af, waardoor hij de Nationale Garde en de Mchedrioni tegen zich in het harnas joeg. Er brak muiterij uit bij de Nationale Garde en er kwamen volksprotesten tegen Gamsachoerdia. Een week na de coup in Moskou verbood hij de Georgische Communistische Partij, die op dat moment zestig leden in het parlement had.

### Scheuring in de Nationale Garde

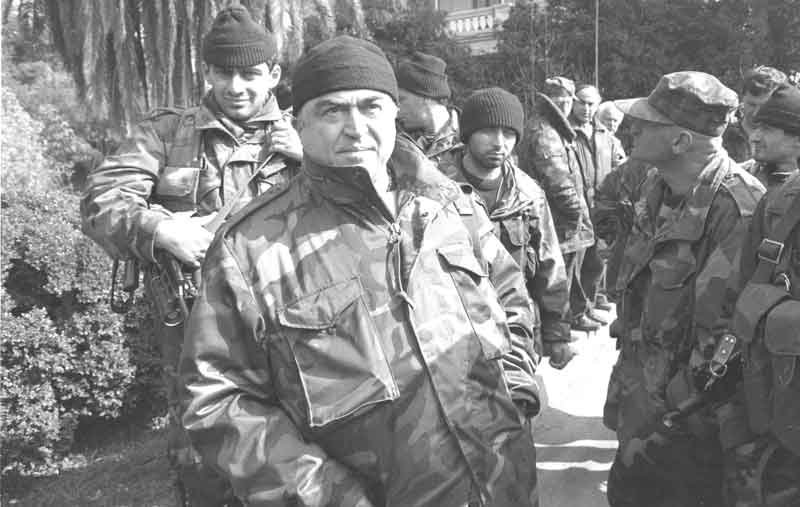
Tengiz Kitovani met de rebellerende factie van de Nationale Garde in de Rkoni-vallei.

De Nationale Garde was in december 1990 opgericht als voorloper van de toekomstige Georgische krijgsmacht en viel onder het nieuwe Ministerie van Binnenlandse Zaken. De net in het parlement gekozen Tengiz Kitovani werd door Gamsachoerdia aangesteld als opperbevelhebber ervan en moest in korte tijd 20.000 soldaten rekruteren. Ondertussen rolde het ministerie verschillende paramilitaire organisaties in het land op en arresteerde tientallen leden van de Mchedrioni-militie, waaronder hun leider Dzjaba Ioseliani.
Na de augustuscoup in Moskou wilde Gamsachoerdia de Nationale Garde ontbinden, om zo het Sovjet-leger in de Kaukasus mild te stemmen. Kitovani weigerde dit op te volgen en werd daarna ontslagen. Hij vertrok met circa 15.000 loyale gardisten onder zijn bevel naar de Rkoni-vallei in het Trialetigebergte, vijftig kilometer ten westen van Tbilisi waar hij kamp zette, en later bij het grote reservoir van Tbilisi. Sigoea en voormalig buitenlandminister Giorgi Chosjtaria voegden zich bij Kitovani. In een vergeefse poging de spanningen te sussen, koppelde Gamsachoerdia de militaire infrastructuur en het veiligheidsapparaat, zoals de KGB, los van Moskou.

## Staatsgreep
De politieke onrust leidde eind 1991 tot een bloedige coup d'état die tot de eerste week van januari 1992 duurde. Op 22 december 1991 belegerden paramilitaire groepen onder leiding van Dzjaba Ioseliani en het rebellerende deel van de Georgische Nationale Garde onder leiding van Tengiz Kitovani het parlementsgebouw in Tbilisi. Voormaig premier en coördinerend leider in de staatsgreep Tengiz Sigoea bood Gamsachoerdia een vrije aftocht aan, maar deze weigerde dat.
Nog tijdens de coup werd de Militaire Raad opgericht, een noodregering waarin de leiders van de coup zaten, die Gamsachoerdia op 2 januari 1991 uit zijn functie zette. Op 6 januari wist Gamsachoerdia uit de bunker onder het parlement weg te komen, waar hij sinds het begin van de coup opgesloten zat, en vluchtte met tientallen aanhangers richting Armenië. Negen dagen later werd hij naar Tsjetsjenië gevlogen, omdat Armenië de relaties met de nieuwe machthebbers in Tbilisi niet op het spel wilde zetten.

## Staatsraad
Sigoea werd waarnemend premier en het parlement werd buiten werking gesteld. Na verschillende gesprekken wisten de coupplegers de voormalige Sovjet-buitenlandminister Edoeard Sjevardnadze te overtuigen naar Georgië terug te keren om de democratie te herstellen. Sjevardnadze arriveerde begin maart 1992 in Tbilisi en nam vanaf 11 maart het voorzitterschap van de Staatsraad op zich. De Militaire Raad hief zichzelf op dat moment op.
Dit tijdelijke orgaan was samengesteld uit vertegenwoordigers van groepen die oppositie hadden gevoerd tegen Gamsachoerdia. Naast Sjevardnadze en Sigoea zaten hierin de coupplegers Kitovani en Ioseliani en vertegenwoordigers van verschillende politieke partijen, zoals de Nationaal-Democratische Partij en van de etnische minderheden Abchaziërs, Zuid-Osseten en Adzjaren. De Staatsraad had als primaire taak nieuwe parlementsverkiezingen voor te bereiden. Het presidentschap werd tijdelijk afgeschaft om na de introductie van een nieuwe grondwet in 1995 opnieuw ingevoerd te worden na presidentsverkiezingen.

## Verzet van Zviadisten
Gamsachoerdia legde zich intussen niet neer bij zijn afzetting en claimde in ballingschap de legitieme leider van Georgië te zijn. In 1993 keerde hij terug in Georgië en trok vanuit zijn basis in Mingrelië in een gewapende rebellie met zijn militante aanhang ten strijde tegen Sjevardnadze. Op oudjaarsdag 1993 overleed Gamsachoerdia onder nooit opgehelderde omstandigheden.